# احمد الشامسی
احمد الشامسی (انگلیسی: Ahmed Abdulla Al Shamisi؛ زادهٔ ۳ مارس ۱۹۸۸) بازیکن فوتبال اهل امارات متحده عربی است.